# Krzysztof Wiernicki
Krzysztof Wiernicki (* 10. Februar 1947 in Warschau; † 30. Oktober 2019 in Rom) war ein Musik- und Kulturwissenschaftler, Journalist, Autor, der sich v. a. mit den Musikkulturen Osteuropas und Lateinamerikas sowie klassischer Musik befasste.

## Leben
Wiernicki arbeitete seit Mitte der 1980er Jahre regelmäßig u. a. für die RAI in Rom („Radiouno jazz“), den ORF und den WDR (u. a. „WDR3 Musikpassagen“) und erstellte Beiträge v. a. zu musikalischen Themen. Ebenso schrieb er für die italienische Zeitschrift „Blu Jazz“. 1999 arbeitete er als Übersetzer ins Russische mit Péter Eötvös an dessen Oper Drei Schwestern.
Seine Bücher handeln von der Geschichte des Jazz in Russland sowie von der Geschichte der Roma und Sinti in Europa. Die Hörbücher behandeln die Musik Brasiliens, Chiles, Perus, Uruguays, Moldawiens und der Ukraine. Für die Recherchen bereiste er diese Länder, traf Musiker und Wissenschaftler und sammelte Musikbeispiele und Tonträger. Er veröffentlichte seine Werke auf Polnisch, Deutsch und Italienisch, wobei nicht jedes Werk in andere Sprachen übersetzt wurde.
Zuletzt lebte er in Köln und Rom, wo er einen Lehrauftrag an der Universität Tor Vergata hatte.

## Werk

### Bücher
- Nomadi per forza. Storia degli zingari, Rusconi Libri Milano 1995.
- Dal divertimento dei nobili alla propaganda. Storia del jazz in Russia, Edizioni Scientifiche Italiane 1991.

### Hörbücher
- Eine musikalische Reise: Moldau, Sladost 2018 (1 CD/mp3) / Moldawia. Muzyczna podróż (1 CD/mp3), Lissner Studio 2018.
- Urugwaj. Muzyczna podróż (1 CD/mp3), Lissner Studio 2018.
- Ukraine hin und zurück eine musikalische Reise (1 CD/mp3), onomato Verlag 2012 / Ukraina. Muzyczna podróż (1 CD/mp3), Lissner Studio 2017.
- Nicht nur andine... Musik aus Peru (4 CDs), onomato Verlag 2011 / Peru. Muzyczna podróż (1 CD/mp3), Lissner Studio 2018.
- „Vom Ende der Welt“ Música Chilena (4 CDs), onomato Verlag 2010.
- Brasilien ohne Samba (4 CDs), onomato Verlag 2009 / Brazylia. Muzyczna podróż (1 CD/mp3), Lissner Studio 2018.

### Hörfunkbeiträge (Auswahl)
- Im Lande des Guaraní – Gesänge und Klänge aus Paraguay (WDR 2005)
- Porträt Django Reinhardt (WDR 1996)
- Radio Moldova (WDR 1995)
- Albert Schweitzer (WDR 1995)
- Historische Mandolinenklänge aus „Little Italy“ (WDR 1995)
- Ukrainische Szene im Umbruch (WDR 1994)
- Klezmer-Klänge in Italien (WDR 1993)
- Russische Musikszene Paris (WDR 1992)
- Schweizer Evergreens (WDR 1991)
- Schellack-Schätzchen: Schweden in Deutschland (WDR 1987)
- Swing der 30er Jahre aus Russland (WDR 1984)

## Nachweise
1. ↑  Peru. Muzyczna podróż K.Wiernickiego - Krzysztof Wiernicki (audiobook). In: Audioteka. Abgerufen am 14. Oktober 2023 (polnisch).
2. ↑  Ullensteiner Nachrichten. (PDF) Abgerufen am 14. Oktober 2023.

| Personendaten    | Personendaten                                       |
| ---------------- | --------------------------------------------------- |
| NAME             | Wiernicki, Krzysztof                                |
| KURZBESCHREIBUNG | Musik- und Kulturwissenschaftler, Journalist, Autor |
| GEBURTSDATUM     | 10. Februar 1947                                    |
| GEBURTSORT       | Warschau                                            |
| STERBEDATUM      | 30. Oktober 2019                                    |
| STERBEORT        | Rom                                                 |